# Lynna Irby-Jackson
Lynna Irby-Jackson (ur. 6 grudnia 1998 w Merrillville) – amerykańska lekkoatletka specjalizująca się w biegach sprinterskich.
W 2015 startowała na mistrzostwach świata juniorów młodszych w Cali, podczas których indywidualnie zdobyła srebro w biegu na 400 metrów, a wraz z kolegami i koleżankami z reprezentacji sięgnęła po złoto w sztafecie mieszanej 4 × 400 metrów. Rok później w Bydgoszczy została wicemistrzynią świata juniorek na dystansie 400 metrów oraz zdobyła dwa złote medale w sztafetach. Złota (w sztafecie 4 × 400 metrów) i brązowa (w sztafecie 4 × 100 metrów) medalistka igrzysk panamerykańskich w Limie (2019).
W 2021 została powołana do reprezentacji USA na igrzyska olimpijskie w Tokio. W eliminacjach sztafety mieszanej biegła na drugiej zmianie, a Amerykanie wygrali swój bieg. Krótko po jego zakończeniu zostali jednak zdyskwalifikowani, ponieważ Irby odbierała pałeczkę poza dozwoloną strefą zmian. Po proteście Amerykanów decyzja o dyskwalifikacji została cofnięta. Uznano bowiem, że za popełniony błąd odpowiedzialność ponoszą sędziowie. Irby nie wystąpiła w biegu finałowym, a jej koledzy z reprezentacji zdobyli brąz. Zawodniczka zdobyła także olimpijskie złoto za bieg w eliminacjach kobiecej sztafety 4 × 400 metrów.
Reprezentantka kraju na World Athletics Relays.
Studiowała na Uniwersytecie Georgii. Złota medalistka akademickich mistrzostw NCAA.

## Osiągnięcia
| Rok  | Impreza                               | Miejsce   | Konkurencja             | Lokata     | Wynik   |
| ---- | ------------------------------------- | --------- | ----------------------- | ---------- | ------- |
| 2015 | Mistrzostwa świata juniorów młodszych | Cali      | bieg na 400 metrów      | 2. miejsce | 51,79   |
| 2015 | Mistrzostwa świata juniorów młodszych | Cali      | sztafeta mieszana       | 1. miejsce | 3:19,54 |
| 2016 | Mistrzostwa świata juniorów           | Bydgoszcz | bieg na 400 metrów      | 2. miejsce | 51,39   |
| 2016 | Mistrzostwa świata juniorów           | Bydgoszcz | sztafeta 4 × 100 metrów | 1. miejsce | 43,69   |
| 2016 | Mistrzostwa świata juniorów           | Bydgoszcz | sztafeta 4 × 400 metrów | 1. miejsce | 3:29,11 |
| 2019 | Igrzyska panamerykańskie              | Lima      | bieg na 200 metrów      | eliminacje | 23,93   |
| 2019 | Igrzyska panamerykańskie              | Lima      | sztafeta 4 × 100 metrów | 3. miejsce | 43,39   |
| 2019 | Igrzyska panamerykańskie              | Lima      | sztafeta 4 × 400 metrów | 1. miejsce | 3:26,46 |
| 2021 | Igrzyska olimpijskie                  | Tokio     | sztafeta 4 × 400 metrów | 1. miejsce | 3:16,85 |
| 2021 | Igrzyska olimpijskie                  | Tokio     | sztafeta mieszana       | 3. miejsce | 3:10,22 |
| 2022 | Halowe mistrzostwa świata             | Belgrad   | bieg na 400 metrów      | eliminacje | 52,78   |
| 2022 | Halowe mistrzostwa świata             | Belgrad   | sztafeta 4 × 400 metrów | 4. miejsce | 3:28,63 |
| 2022 | Mistrzostwa świata                    | Eugene    | bieg na 400 metrów      | półfinał   | 51,00   |
| 2023 | Mistrzostwa świata                    | Budapeszt | bieg na 400 metrów      | półfinał   | 50,71   |
| 2023 | Mistrzostwa świata                    | Budapeszt | sztafeta 4 × 400 metrów | eliminacje | DQ      |
| 2024 | World Athletics Relays                | Nassau    | sztafeta mieszana       | 1. miejsce | 3:10,73 |
| 2025 | World Athletics Relays                | Kanton    | sztafeta mieszana       | 1. miejsce | 3:09,54 |

## Rekordy życiowe
- Bieg na 100 metrów – 11,14 (2022)
- Bieg na 200 metrów – 22,25 (2018) / 22,06w (2018)
- Bieg na 400 metrów (stadion) – 49,80 (2018)
- Bieg na 400 metrów (hala) – 50,62 (2018)